# Polkegel
Bei der Bewegung eines symmetrischen Kreisels mit Stützpunkt wird der gedachte, körperfeste Polkegel aus der Bewegung der momentanen Rotationsachse {\displaystyle {\vec {\omega }}} um die Figurenachse gebildet. Der Polkegel wird auch Gangpolkegel oder Polhodiekegel genannt (von altgriechisch πόλος pólos, „Achse“, ὁδός hodós, „Weg, Straße“).
Der Spitzenwinkel {\displaystyle \gamma } des Polkegels (zwischen der Mantelfläche des Polkegels und der Figurenachse) lässt sich aus den eulerschen Kreiselgleichungen herleiten zu:
{\displaystyle \gamma =\arctan {\frac {\omega _{\perp }}{\omega _{\|}}}}
mit den beiden Komponenten der Winkelgeschwindigkeit {\displaystyle \omega } senkrecht und parallel zur Figurenachse.
Die allgemeine Definition fasst den Polkegel als die im Kreisel von der Drehachse umfahrene Fläche auf, die nicht kegelförmig zu sein braucht und auf dem von der Drehachse im Raum überstrichenen Spurkegel gleitungslos abrollt, siehe Literatur.